# Murat Danacı
Murat Danacı (* 25. Juli 1976 in Manisa) ist ein türkischer Schauspieler.

## Leben und Karriere
Danacı wurde im Westen von Anatolien geboren. Er absolvierte die Anadolu-Universität. Er spielte in zahlreichen Theaterstücken mit. Sein Debüt gab er 2005 in der Fernsehserie Beşinci Boyut. 2009 trat er in Hesaplaşma auf. Danacı bekam 2010 eine Rolle in Kalp Ağrısı. Zwischen 2011 und 2018 spielte er in Beni Affet mit. Seine erste Hauptrolle bekam er 2019 in Benim Adım Melek. Seit 2022 spielt er in Kara Tahta mit.

## Theater
- Tahta At Eskişehir Tiyatro
- Kumpanyası
- Gecenin Kulları
- Sevgili Doktor
- Belgelerle Kurtuluş Savaşı
- Bir Şehnaz Oyun
- Resimli Osmanlı Tarihi
- Söz Veriyorum
- Nerde Kalmıştık
- Misafir
- Vişne Bahçesi
- Nalınlar
- Kuvayi Milliye
- Kutup Yıldızı
- Pırtlatan Bal
- Kral Aranıyor
- Tartuffe
- Kıyamet Suları
- Hayvanat Bahçesi
- Kanlı Nigar
- Tom Dick Harry[1]

## Filmografie
| Filme     | Filme                    | Filme        | Filme                |
| Jahr      | Titel                    | Rolle        | Anmerkungen          |
| --------- | ------------------------ | ------------ | -------------------- |
| 2016      | Kabr-i Cin Mühür         | Murat        |                      |
| 2017      | Remnants                 | Ahmet        | Kurzfilm             |
| 2024      | 3391 Kilometre           | Birkan       |                      |
| 2025      | Son Sefer                | -            |                      |
| Serien    |                          |              |                      |
| Jahr      | Titel                    | Rolle        | Anmerkungen          |
| 2009      | Hesaplaşma               | -            | Gastauftritt         |
| 2010      | Kalp Ağrısı              | -            | Gastauftritt         |
| 2011–2018 | Beni Affet               | Cüneyt Kozan | Folge 1–1397         |
| 2017      | Fazilet Hanım ve Kızları | -            | Gastauftritt Folge 3 |
| 2018      | Bizim Hikaye             | Selim        | Folge 38–53          |
| 2019–2021 | Benim Adım Melek         | Ihsan        | Folge 1–35, 55–66    |
| 2022      | Kara Tahta               | Harun        | Folge 1–20           |
| 2023      | Dokuz Oğuz               | Durmuş       | Folge 1–6            |
| 2023      | Hayatimin Nesesi         | Mert         | Folge 12–18          |
| 2024–2025 | Ithal Gelin Araniyor     | Çetin        | Folge 1–22           |
| 2025–     | Hudutsuz Sevda           | Russo        | Folge 61–            |